# Weishui Shuiku (reservoar i Kina, lat 31,86, long 112,06)
Weishui Shuiku är en reservoar i Kina. Den ligger i provinsen Hubei, i den centrala delen av landet, omkring 250 kilometer nordväst om provinshuvudstaden Wuhan. Weishui Shuiku ligger 72 meter över havet. Arean är 1,6 kvadratkilometer. Trakten runt Weishui Shuiku består till största delen av jordbruksmark. Den sträcker sig 1,8 kilometer i nord-sydlig riktning, och 2,8 kilometer i öst-västlig riktning.
Genomsnittlig årsnederbörd är 1 060 millimeter. Den regnigaste månaden är augusti, med i genomsnitt 176 mm nederbörd, och den torraste är december, med 19 mm nederbörd.